# Itín (Chaco)
Itín es una localidad y estación de ferrocarril argentina situada en el sudoeste de la provincia del Chaco, en el departamento Dos de Abril. Depende administrativamente del municipio de Hermoso Campo, de cuyo centro urbano dista unos 14 km.

## Salud
Cuenta con un centro asistencial.

## Vías de comunicación
Si bien Itín se halla sobre la ruta provincial 15, la principal vía de comunicación es la ruta provincial 5, ya que esta se encuentra pavimentada y a sólo 1 km. La primera la comunica al norte con Venados Grandes y la ruta nacional 89, y al sur con la provincia de Santa Fe. La Ruta 53 la vincula al este con la ruta nacional 95 y la provincia de Santa Fe.
Cuenta con la estación Itín, sus vías del Ferrocarril General Belgrano son recorridas por un servicio interurbano diario de Trenes Argentinos Operaciones.

## Población
Cuenta con 441 habitantes (Indec, 2010), lo que representa un descenso del 1,1% frente a los 446 habitantes (Indec, 2001) del censo anterior.
| Gráfica de evolución demográfica de Itín entre 1991 y 2010 |
|                                                            |
| Fuente: Censos nacionales del INDEC                        |